# Музичка школа „Јосиф Маринковић” Београд
Музичка школа „Јосиф Маринковић” налази се на Врачару, једној од општина града Београда. Име носи по чувеном српском композитору, Јосифу Маринковићу.

## Историјат
Музичка школа „Јосиф Маринковић“ прва је нижа музичка школа основана у Београду. Основана је 26. децембра 1947 године. Школа је започела рад у скромним условима, у улици Шуматовачкој број 122. Тек 1950. године школа је добила део зграде са девет учионица. За почетак, школа је добила два клавира, а остали део инструментарија набавља из својих средстава. На крају школске 1952/53, школа има шест клавира, један пијанино, два хармонијума, три виолине и три виолончела.
Поред индивидуалне наставе, формиран је ђачки оркестар, окупља се велики број ученика и родитеља. Одржавају се Интерни и Јавни часови и Школске свечаности, од 1953/54. године. Школска година 1960/61. била је једна од првих најплоднијих година. Школа набавља и употпуњује инвентар, магнетофон, плоче и литературу.
Број ученика се кретао од 1961/62. око 300-350, да би се касније тај број повећао на преко четири стотине ученика. Школа шири своју делатност на нове инструменте. Поред клавира, виолине, виолончела, увела је флауту, трубу, хорну и гитару - што се показало као корисно и успешно за виталност школе. Интензивно се негује камерна музика и оркестар школе.
Музичка школа је 1973/74. и 1987/88. године била предложена за награду „Доситеј Обрадовић“.

## О школи
Основну музичку школу тренутно похађа око 500 ученика. Школа данас функционише на више локација у Београду:
| Локација                                                | Адреса                           |
| ------------------------------------------------------- | -------------------------------- |
| Матична школа „Јосиф Маринковић“                        | Крунска 8, Врачар                |
| Истурено одељење Нови Београд у ОШ „Марко Орешковић“    | Отона Жупанчича 30, Нови Београд |
| Истурено одељење Карабурма у ОШ „Јован Поповић“         | Маријане Грегоран 62, Палилула   |
| Општеобразовна настава за средњошколце у МШ „Станковић“ | Дечанска 6, Стари Град           |
| Физичко васпитање у простору Старог ДИФ-а               | Делиградска 27, Савски венац     |

### Матична школа
Целокупна настава, за највећи број класа, одржава се у матичној згради, која се налази у Крунској 8, општина Врачар. Школа дели зграду са Музичком школом „Мокрањац“, а њене просторије налазе се у приземљу и на првом спрату.
У матичној школи, постоји могућност похађања наставе на одсеку за класичну музику, а од инструмената који се изучавају су виолина, виола, виолончело, контрабас, гитара, клавир, хармоника, флаута, кларинет, труба, рог, тромбон, фагот и соло певање.
Поред наставе инструмента, односно певања, изучавају се и следећи предмети: солфеђо, теорија музике, оркестар, хор, камерна музика и упоредни клавир.

### Истурена одељења
Истурено одељење на Новом Београду функционише у оквиру основне школе „Марко Орешковић“,  у Улици Отона Жупанчича број 30, док истурено одељење на Карабурми функционише у оквиру основне школе „Јован Поповић“,  у Улици Маријане Грегоран број 62.
У овим одељењима могуће је похађати наставу на одсеку за класичну музику, за следеће инструменте: клавир, виолина, гитара, хармоника, солфеђо и теорија музике.

## Средња школа
Прва генерација ученика средње школе уписана је у школској 2007/08. години. Ова школа пружа могућност ученицима да се комплетно образују за музичког извођача, али и да похађају музичке предмете упоредо са неком другом стручном школом или гимназијом.
Средња музичка школа нуди четворогодишње стручно образовање за образовни профил – музички извођач класичне музике: виолина, виола, виолончело, контрабас, гитара, клавир, хармоника, флаута, кларинет, рог, труба, тромбон и соло певање.
Поред наставе инструмента, изучавају се и следећи предмети: камерна музика, уметничка корепетиција, читање с листа, оркестар, упоредни клавир, солфеђо, теорија музике, музички инструменти, хармонија, музички облици, историја музике, контрапункт, етномузикологија и национална историја музике.